# 80 Days (відеогра, 2005)
80 Days — пригодницька відеогра, розроблена Frogwares, випущена у 2005 році для Windows, заснована на романі Жуля Верна 1873 року «Навколо світу за вісімдесят днів». У Європі було видано французькою компанією Focus Home Interactive, в Іспанії дистрибуцією займалася компанією Nobilis, назву гри було перекладено як 80 Dias, у Північній Америці Tri Synergy. У Чехії гра видавалася компанією Prague Promotion як Cesta kolem světa za 80 Dní. У Німеччині гру видавала компанія Anaconda під назвою In 80 Tagen um die Welt. В Україні та Росії гра видавалася компанією Бука та була локалізована як Вокруг света за 80 дней.

## Геймплей
Гра є типовою пригодницькою грою. Гравець повинен збирати предмети та переходити до певних місць, щоб досягти наступної мети. Однак є 3 обмеження: час, гроші та втома. Останні можуть бути проігноровані за допомогою транспортних засобів і можуть бути відновлені вживанням їжі.

## Сюжет
Метью Лавіхарт — гордий джентльмен та інженер. Він укладає парі, показуючи, що брав участь у винаході найважливіших гаджетів того часу, надавши документи, які це підтверджують, максимум за 80 днів. Проблема в тому, що ці документи розкидані в чотирьох найважливіших містах світу: Каїрі, Мумбаї, Йокогамі та Сан-Франциско.

Ітан просить свого племінника Олівера отримати ці документи для нього. Олівер погоджується, оскільки хоче уникнути шлюбу, якого хочуть його батьки. І ось Олівер їде до Каїра.

## Рецензії
| Агрегатор  | Оцінка |
| ---------- | ------ |
| Metacritic | 58/100 |

| Видання               | Оцінка |
| --------------------- | ------ |
| Adventure Gamers      | [ 8 ]  |
| Computer Gaming World | [ 9 ]  |
| GameSpot              | 5.1/10 |
| GameZone              | 7.5/10 |
| IGN                   | 7/10   |
| PALGN                 | 4.5/10 |
| PC Gamer (США)        | 61 %   |

Згідно з вебсайтом Metacritic гра отримала «змішані» відгуки. PC Gamer дав йому 61 % майже через рік після виходу гри в Сполучених Штатах. 